# Micpe Neftoach
Micpe Neftoach (hebrejsky: מצפה נפתוח) je vrch o nadmořské výšce okolo 700 metrů v Izraeli, v pohoří Judské hory.
Nachází se cca 4,5 kilometru severozápadně od centra Jeruzaléma, jižně od čtvrti Ramot. Má podobu zalesněného návrší, které vystupuje z jinak plochého dna údolí potoka Sorek. Podél západní strany vrchu ústí do Soreku vádí Nachal Šmu'el, na jihovýchodní straně to je vádí Nachal Romema, na východě Nachal Chajil. Dál k západu se niva Soreku rozšiřuje do údolí Emek ha-Arazim. Na severu i jihu je okolí vrchu sevřeno terasami lemujícími Sorek. Na jihu je to hora Har ha-Menuchot respektive k ní příslušející vrchol Har Tamir, s velkým hřbitovem. Po jižním úpatí kopce prochází přímo středem údolí Soreku nová trasa dálnice číslo 1. Na jihovýchodě leží čtvrť Jeruzaléma Romema Ilit. Vrch je turisticky využíván pro výhledy, které se nabízejí z jeho vrcholu. Je tu i piknikové místo.